# Декларація незалежності Азербайджану
Декларація незалежності (азерб. İstiqlal Bəyannaməsi), або Акт про незалежність Азербайджану — документ, складений та підписаний Національною Радою Азербайджану 28 травня 1918 року в Тифлісі, в якому проголошено незалежність Азербайджанської Демократичної Республіки.
Азербайджанська Демократична Республіка проіснувала всього 23 місяці і впала в квітні 1920 року внаслідок радянізації країни. Утворена на її місці Азербайджанська РСР незабаром увійшла до складу Радянського Союзу. Вже після розпаду СРСР, 18 жовтня 1991 року Верховна Рада Азербайджанської Республіки, спираючись на Декларацію незалежності 1918 року, прийняла Конституційний акт «Про Державну незалежність Азербайджанської Республіки».
Оригінальний рукопис Декларації незалежності, складений азербайджанською (арабиця) мовою, зберігається в Державному архіві Азербайджанської Республіки, оригінальні копії азербайджанською і французькою мовами — в Музеї історії Азербайджану Національної академії наук Азербайджану в Баку. День прийняття Декларації — 28 травня — святкується в Азербайджані як національне свято або День Республіки і є неробочим днем.

## Передумови
До початку 1918 року політична обстановка в Закавказзі залишалася дуже складною. Після провалу мирних переговорів Росії з Німеччиною в Брест-Литовську, німецько-турецькі війська 6 грудня 1917 року перейшли в наступ на Кавказі. На початку січня 1918 року турецькі війська зайняли Ардаганську, Карскую і Батумську області. Просування турецьких військ змусило Закавказький комісаріат направити 6 лютого 1918 року командувачу Кавказьким фронтом Вехіп-паші телеграму про його готовність до мирних переговорів з Османською Туреччиною.

### Створення Закавказького сейму
Закавказький комісаріат не мав ніякого впливу і достатньо сильної влади в регіоні, тому змушений був оголосити про саморозпуск. 22 січня 1918 року на нараді депутатів від Закавказзя, обраних у Всеросійські Установчі Збори, ухвалено рішення про створення Закавказького сейму і передання місцевої влади цій організації. 25 лютого 1918 року відкрився Закавказький сейм. Щодо партійного складу сейм був представлений членами трьох основних політичних фракцій: грузинські соціал-демократи (меншовики) в складі 32 депутатів, мусульманська (азербайджанська) партія «Мусават» (Рівність) і прилегла до них демократична група безпартійних у складі 30 депутатів і вірменська партія «Дашнакцутюн», у складі 27 депутатів. Крім них у Закавказькому сеймі були представлені партія соціал-революціонерів (есери), націонал-демократи, партія Народної свободи (вірменська), мусульманський соціалістичний блок (7 депутатів), фракція Мусульманство в Росії (Іттіхад) — 3 депутати, і партія меншовиків-гумметистів (4 депутати).

Закавказький сейм сформував Закавказький уряд на чолі з Євгеном Гегечкорі. Всю діяльність з перших днів існування сейм приділив питанню про становище на Кавказькому фронті і оголошенню незалежності Закавказзя. Лідер мусульманської фракції Закавказького сейму Мамед Емін Расулзаде з цього приводу писав, що: 
|  | Вся енергія мусульман у сеймі була спрямована як на мирне вирішення питання про фронт, так і негайне здійсненні незалежності Кавказу. Існування незалежного Кавказу було в інтересах не тільки кавказьких мусульман, але й інших мусульманських країн, які перебувають під вічною загрозою Росії. |

### Трабзонська мирна конференція
В прийнятій сеймом програмі переговорів з Туреччиною стверджувалося, що мир з Туреччиною має бути постійним, а міждержавні кордони 1914 року слід відновити. Для переговорів з Туреччиною було підібрано делегацію, на чолі якої стояв грузин Акакій Чхенкелі. Азербайджанська частина делегації складалася з двох мусаватистів — Мамеда Гасана Гаджинського і Халіл-бека Хасмамедова, і по одному з представників від усіх інших партій: І. Гейдаров (соціалістичний блок), Мір Якуб Мехтієв (Іттіхад), Алекпер Шейхульїсламов (меншовик-гумметист). Група прибула до Трабзона, де 12 березня мали початися переговори.
Тоді як Закавказький сейм готувався до мирних переговорів з Туреччиною, в Бресті було підписано сепаратний договір між Росією та Німеччиною, згідно з яким Ардаган, Карська і Батумська області відходили до Туреччини. Закавказький сейм не визнав рішення Брестського договору і направив телеграму в Петроград на ім'я Раднаркому, сповіщаючи, що «він не визнає Брестського миру, оскільки Закавказзя ніколи не визнавало більшовицької влади і Ради народних комісарів».
Туреччина, ґрунтуючись на рішеннях Брестського договору, пред'явила Закавказькому сейму ультиматум про негайне виведення військ з Карса, Батума і Ардагана. В цих умовах 14 березня 1918 року в Трабзоні відкрилася мирна конференція між Туреччиною і Закавказзям. Туреччина на конференції заявила, що делегація Закавказького сейму не може бути юридичною особою, з якою можна було б вести переговори, тому що Закавказзя не оголосило про свою незалежність. Представники партії «Мусават», що входили до складу делегації, в переговорах зайняли протурецьку орієнтацію і зажадали прийняти турецький ультиматум. В іншому випадку вони заявили про вихід зі складу Закавказзя і оголошення незалежності Азербайджану. Незважаючи на прохання представників партії «Мусават» про повне приєднання мусульманської частині Закавказзя до Туреччини, голова турецької делегації Рауф-бей і командувач Кавказьким фронтом Вахіб-паша відповіли, що «…велика політика Туреччини вимагає, щоб Азербайджан не відокремлювався від інших народностей Закавказзя, а зберіг би спільну з ними державну форму, зберігаючи за собою відому самостійність у вигляді конфедерації».
Під час Трабзонських переговорів за неухильного просування турецьких військ тривали військові дії. До того часу як Чхенкелі нарешті прийняв Брест-Литовський договір за основу для подальших переговорів (10 квітня), більша частина територій, за винятком Батумі, який вимагали турки, вже перейшли до них у руки. Незважаючи на це, реакція Закавказзя на подання Вахіб-пашею ультиматуму про евакуацію міста була непередбачуваною. На таємній нараді лідери регіону вирішили відкинути ультиматум. Рішення це було також підтримано представником партії «Мусават» Шафі-беком Рустамбековим, який наполягав на необхідності для Закавказзя та Азербайджану збереження Батумі.
У квітні, в атмосфері антитурецького настрою, А. Церетелі у виступі на засіданні сейму висловив упевненість у тому, що Закавказька армія зможе успішно протистояти туркам. Однак Рустамбеков виступав проти військових дій, пропонуючи мирно вирішити конфлікт. Немусульманська більшість проголосувала за оголошення війни Туреччині. Проте серед членів мусульманської фракції не було єдності щодо Туреччини. На думку грузинських меншовиків представники партії «Мусават» з радістю чекали приходу турецьких військ. На адресу мусульманської фракції звучали звинувачення в нібито відверто протурецькій орієнтації. Незабаром Туреччина почала військові дії, і 14 квітня 1918 року зайняла Ардаган, Карс і Батумі.

### Загострення ситуації в регіоні

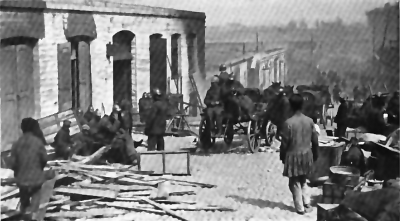
Наслідки різанини в азербайджанському («татарському» за тогочасною термінологією) кварталі Баку. Березень, 1918

У цей час політична обстановка в Закавказзі різко загострилася у зв'язку з березневими подіями в Баку, коли було вбито від 3 до 12 тисяч мирного мусульманського населення. Активну роль в антимусульманських погромах зіграли збройні загони вірменської партії «Дашнакцутюн», що входили до складу збройних сил Бакинської Ради. У зв'язку з бакинськими подіями мусульманська фракція Закавказького сейму зажадала від сейму послати війська в Баку для захисту мусульманського населення. 3 квітня 1918 року на засіданні сейму, присвяченому подіям у Баку, Фаталі-хан Хойський заявив, що «…якщо не буде вжито заходів для захисту мусульманського населення, то 13 міністрів-мусульман вийдуть зі складу уряду». 7 квітня 1918 року на засіданні Закавказького сейму у зв'язку з заявою міністрів-мусульман про вихід зі складу уряду, Фаталі-хан Хойський заявив, що «…мусульманська фракція за поточних умов, і, зокрема, у зв'язку з Бакинськими подіями вважає, що міністри-мусульмани не можуть домогтися від уряду захисту мусульманського населення Баку і це посилює мотиви прийнятого рішення».
22 квітня 1918 року під тиском мусульманської фракції було скликано розширене засідання Закавказького сейму і затверджено резолюцію про проголошення незалежної Закавказької Демократичної Федеративної Республіки. На цьому засіданні, в зв'язку з кризою очолюваного Гегечкорі Закавказького уряду, що виникла 20 квітня під час обговорення питання щодо бакинських подій, він подав у відставку. Цього ж дня Закавказький сейм затвердив новий склад Закавказького уряду на чолі з Чхенкелі, який послав командувачу Кавказьким фронтом Вахіб-паші телеграму, в якій говорилося, що «…Закавказзя вже проголошено незалежною федеративною республікою, про що повідомлено державам, отже, виконано й ту умову, про яку йшлося в декларації оттоманської делегації від 18 березня 1918 р.»

Тим часом, у зв'язку з березневими подіями, в ряді міст прокотилася хвиля протесту проти бакинських більшовиків. Так, 15 квітня 1918 року з Елисаветполя надійшла телеграма від членів Закавказького сейму Халіл-бека Хасмамедова і Мамеда Юсуфа Джафарова, в якій повідомлялося, що «…серед мусульман ведеться агітація проти уряду, який не вживає репресивних заходів проти більшовиків Баку». У Єлисаветпольскій губернії почалися масові мітинги протесту. Протестанти вимагали збройного втручання та арешту членів Бакинського раднаркому. 17 квітня 1918 року Фаталі Хан Хойський зробив доповідь уряду Закавказзя, в якій говорилося: 
|  | Бакинські події засуджуються у всіх місцях Елисаветпольської губернії і у всіх резолюціях є пункти, що передбачають пропуск турецьких військ до Баку і якщо уряду не вдасться ліквідувати Бакинського питання, то доведеться таку вимогу вислухати від мусульман Єлисаветпольської губернії. І може насати момент, коли народна маса почне діяти сама, чим створить трагічне становище, оскільки Бакинське питання - це питання життя і смерті Республіки. |

На початку квітня 1918 року загони Закавказького сейму чисельністю понад 2 тисячі чоловік під проводом князя Магалова рушили на Баку. Одночасно з ними, з Дагестану на Баку повели наступ загони горян Нажмудіна Гоцинського. Загони князя Магалова досягли Аджикабула, а загони Гоцинського дійшли до станції Хирдалан (за 10 км від Баку). 10 квітня 1918 року загони Гоцинського були розбиті військами Бакради, а 20 квітня вони змусили загони князя Магалова відступити в Кюрдамир. 20 квітня 1918 року заступник голови Закавказького сейму С. О. Тигранян разом з членом сейму І. Гейдаровим за дорученням сейму виїхали в Баку для переговорів з Бакинською радою. Після прибуття в Баку, І. Гейдарова заарештували більшовики, у зв'язку з чим член сейму Джамо-бек Гаджинський зробив запит про вжиття термінових заходів для звільнення Гейдарова. Тигранян же, повернувшись з Баку, 3 травня 1918 року, зажадав «припинення військових дій, спрямованих проти Баку, і вжиття заходів до ліквідації заворушень мирним шляхом». Як наслідок, мусульманська фракція Закавказького сейму не змогла домогтися рішучих дій у зв'язку з бакинськими подіями і вирішила звернутися по допомогу до Туреччини.
З оголошенням незалежності Закавказького регіону і швидким просуванням турецьких військ уряд Закавказької республіки, очолюваний Чхенкелі, звернувся до Туреччини з відновленням Трабзонських мирних переговорів. Мусульманська фракція Закавказького сейму була змушена орієнтувати азербайджанців на турецьку допомогу. Після оголошення незалежності нічого не змінилося ні у внутрішній, ні у зовнішній політиці краю. Представники політичних партій у Закавказькому сеймі не знаходили спільної мови, вони не мали спільної програми, і кожна фракція прагнула проводити свою політичну лінію.

### Батумська конференція та її наслідки

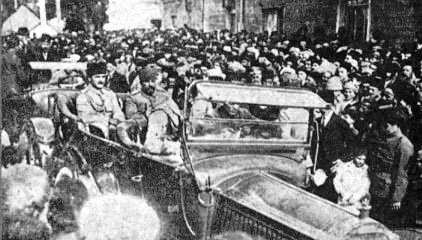
Військовий міністр Туреччини Енвер-паша в Батумі. 1918 рік

11 травня 1918 року в Батумі почалися переговори між делегацією Закавказзя і Туреччиною. Закавказьку делегацію очолював голова уряду та міністр закордонних справ Акакій Чхенкелі. З азербайджанської сторони в переговорах брали участь Мамед Емін Расулзаде і Мамед Гасан Гаджинський. Турецьку делегацію очолював міністр юстиції Халіл-паша, командувач Кавказьким фронтом Вахіб-паша і військовий міністр Енвер-паша. Як спостерігачі на Батумській конференції були присутні і німецькі представники на чолі з генералом Отто фон Лоссовим. На Батумській конференції делегація Закавказького сейму повністю визнала протекторат Туреччини над Карською, Ардаганською і Батумською областями, підтвердивши тим самим рішення Брест-Литовського договору. Крім цього Туреччина вимагала, як відшкодування за кров, пролиту в Батумі і Карсі, Ахалцикський, Ахалкалакський, Александропольський, Сурмалінський і Нахічеванський повіти. Уряд Грузії уклав з Німеччиною в Поті 6 договорів, за якими Німеччина отримала монопольне право на експлуатацію ресурсів Грузії, а порт Поті і залізниця переходили під контроль німецького командування. Таким чином, німецький загін, чисельністю в 3 тисячі солдатів під командуванням генерала Кресса фон Крессенштейна, висадився в порту Поті з наміром зайняти Грузію. Турецькі ж війська 17 травня 1918 року взяли Олександропіль і вийшли на Джульфінський напрямок. Як наслідок, на Батумській конференції грузини, азербайджанці і вірмени почали самостійно вести перемовини з Туреччиною. Крім цього, грузинська фракція сейму в ході сепаратних переговорів з представниками Німеччини та під тиском генерала Кресса фон Крессенштейна вирішила вийти зі складу Закавказької федеративної республіки і оголосити свою незалежність. Через це 25 травня 1918 року було скликано засідання мусульманської фракції Закавказького сейму, на якому Худадат-бек Мелік-Асланов, зважаючи на зміну політичної ситуації в Закавказзі, зробив офіційне повідомлення. Він заявив: 
|  | грузинським сектором Закавказького сейму ведуться таємні переговори з членами грузинської мирної делегації в Батумі і готується відділення і проголошення незалежності Грузії. |

 
На вечірньому засіданні від 25 травня 1918 року, що проходило під головуванням Фаталі Хана Хойського, несподівано з'явилися голова Закавказького сейму Чхеїдзе і члени сейму Церетелі і Гегечкорі. Церетелі від імені грузинської фракції зробив заяву, відзначивши, що «…навколо гасла „незалежності“ об'єднати закавказькі народності не вдалося і факт розпаду Закавказзя вже в наявності. На завтрашньому засіданні сейму ми констатуємо факт розпаду Закавказької республіки». У своїй промові Фаталі Хан Хойський заявив: 
|  | …якщо така воля грузинського народу, то ми не маємо ніякого права заважати цьому, а азербайджанським тюркам, звичайно, нічого не залишається, як в залежності від цієї нової події зробити відповідні рішення. |

Після відходу грузинської делегації, мусульманська фракція Закавказького сейму прийняла резолюцію, в якій говорилося, що «…якщо Грузія оголосить свою незалежність, то з нашого боку має бути оголошено незалежність Азербайджану».
26 травня 1918 року відбулося останнє засідання Закавказького сейму. Грузинська фракція всю провину в розпаді єдності Закавказької республіки поклала на мусульманську фракцію, яка, на їхню думку, займала протурецьку орієнтацію і тим самим «підвела до того, що грузини не можуть більше співпрацювати з мусульманами». Член сейму Шафі-бек Рустамбеков виступив на адресу грузинської фракції з різкою критикою, заявивши: 
|  | …Вважаючи, що в даний складний і відповідальний момент спільного політичного існування Закавказзя немає вагомих і об'єктивних підстав до відокремлення, доводи, висунуті тут представниками грузинського народу, на нашу думку, виглядають мало переконливими. Разом з тим, якщо грузини вважають спільну роботу народів Закавказзя неможливою і прагнуть до відокремленого політичного існування, ми вважаємо, що за таких умов відпадає підстава для подальшого існування Сейму. |

Тому мусульманська фракція не заперечувала проти пропозиції про саморозпуск сейму зі всіма можливими наслідками. Після довгих взаємних звинувачень, Закавказький сейм виніс резолюцію, що констатувала факт розпаду Закавказької республіки. У рішенні сейму говорилося: «з огляду на те, що з питання про війну і мир виявилися корінні розбіжності між народами, які створили Закавказьку незалежну республіку, і тому став неможливим виступ однієї авторитетної влади, що говорить від імені Закавказзя, Сейм констатує факт розпаду Закавказзя і складає свої повноваження».

## Прийняття Декларації незалежності

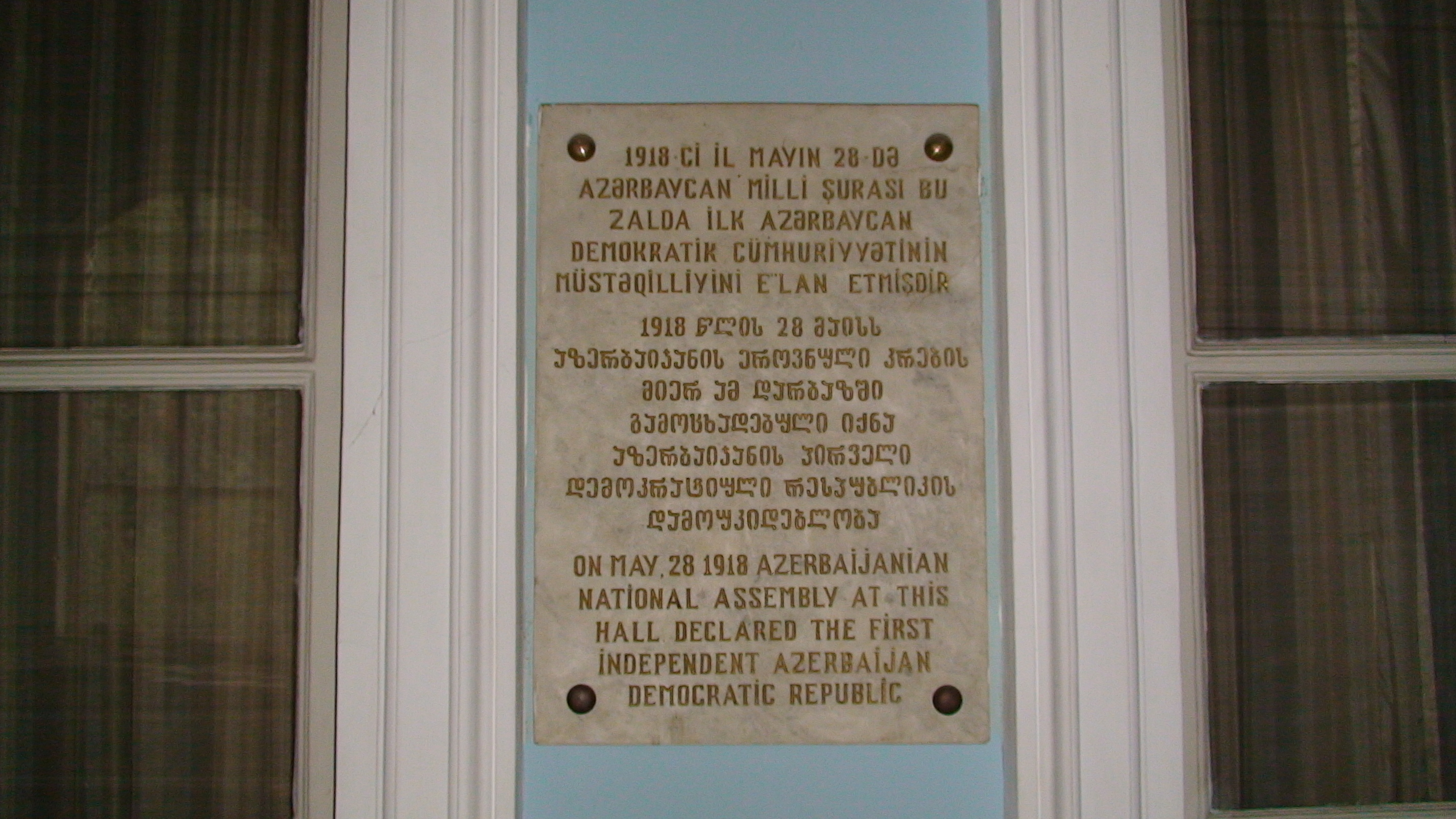
Меморіальна дошка в Тбілісі у вестибюлі палацу колишнього намісника Російського імператора на Кавказі, де прийнято Декларацію незалежності

Після розпуску сейму, 27 травня 1918 року члени мусульманської фракції вже колишнього Закавказького сейму скликали надзвичайне засідання для обговорення політичного становища. Після тривалих дебатів вирішили створити Тимчасову національну раду Азербайджану. В голови партія «Мусават» висунула кандидатуру Мамеда Еміна Расулзаде. Кандидатуру підтвердили всі партії, за винятком партії мусульманства в Росії «Іттіхад». Закритим балотуванням більшістю голосів (22) головою Національної ради обрано Мамеда Еміна Расулзаде, голову центрального комітету партії «Мусават», який став одним з ініціаторів проголошення незалежної Азербайджанської Демократичної Республіки. Закритим балотуванням обрали: товаришів голови: 1-й — Гасан-бек Агаєв і 2-й — Мір Гідаят Сеїдов; секретарів: 1-й — Мустафа Махмудов і 2-й — Рахім-бек Векілов. Головою виконавчого комітету обрано безпартійного Фаталі Хана Хойського.
28 травня у палаці колишнього намісника Російського імператора на Кавказі в Тифлісі, у наданому мусульманській групі Закавказького сейму блакитному салоні, 26 членів Національної ради Азербайджану зібралися на засідання під головуванням доктора Гасан бека Агаєва.

### Склад Національної ради Азербайджану
Під час прийняття Декларації незалежності, представленої в сеймі, а потім у Національній раді, найчисленнішими були фракція «Мусават» і група безпартійних, що примкнула до неї (30 осіб); блок мусульманських соціалістів (7 осіб); партія «Іттіхад» (3 особи); соціал-демократична (меншовики) партія «Гуммет» (4 особи)(згодом, ці списки змінилися). Склад Національної ради Азербайджану під час прийняття Декларації незалежності республіки був таким:
|                                     |                                                         |                                   |                                    |                                     |                                                             |                                 |                                    |
|                                     |                                                         |                                   | Гасан-бек Агаєв (Мусават) Голова   | Мустафа Махмудов (Мусават) Секретар |                                                             |                                 |                                    |
|                                     |                                                         |                                   |                                    |                                     |                                                             |                                 |                                    |
| Фаталі Хан Хойський (безпартійний)  | Халіл-бек Хасмамедов (Мусават)                          | Насіб-бек Усуббеков (Мусават)     | Мір Гідаят Сеїдов (Мусават)        | Наріман-бек Наріманбеков (Мусават)  | Ейбат Гулі Мамедбеков (Іттіхад)                             | Мехті-бек Гаджинський (Мусават) | Алі Аскер-бек Махмудбеков          |
|                                     |                                                         |                                   |                                    |                                     |                                                             |                                 |                                    |
| Аслан-бек Кардашев (Мусават)        | Султан Меджид Гані-заде (Іттіхад)                       | Акпер Ага Шейхульісламов (Гуммет) | Мехті-бек Гаджібабабеков (Мусават) | Мамед Юсуф Джафаров (безпартійний)  | Худадат-бек Мелік-Асланов (Блок мусульманських соціалістів) | Рагім-бек Векілов (Мусават)     | Гамід-бек Шахтахтинський (Іттіхад) |
|                                     |                                                         |                                   |                                    |                                     |                                                             |                                 |                                    |
| Фиридун-бек Кочарлінський (Мусават) | Джамо-бек Гаджинський (Блок мусульманських соціалістів) | Шафі-бек Рустамбеков (Мусават)    | Хосров-бек Султанов (Іттіхад)      | Джафар Ахундов (Гуммет)             | Магомед Магеррамов (Блок мусульманських соціалістів)        | Джавад Мелік-Єганов (Мусават)   | Гаджі Молла Ахунд-заде (Мусават)   |

### Перебіг засідання
Під час засідання очікувалося повідомлення доктора Гасан бека Агаєва про Єлизаветполь у зв'язку з останніми подіями, читання телеграми і листа Расулзаде з Батума і обговорення положення Азербайджану у зв'язку з розпуском сейму та оголошенням незалежності Грузії.
З першого питання доктор Гасан бек Агаєв, який щойно повернувся з Елизаветполя, дав докладні відомості про стан міста і губернії, про прибуття туди 2-3 турецьких офіцерів. Агаєв категорично заявив, що приїзд цих офіцерів у Елизаветполь не має нічого спільного з майбутнім облаштуванням політичного життя Азербайджану і що «турки на Кавказі-Азербайджані ніяких агресивних дій не переслідують, навпаки, турки зацікавлені збереженням самостійності Азербайджану і Закавказької республіки».
Потім Насіб-бек Усуббеков оголосив телеграми і лист Мамед Еміна Расулзаде з Батумі. Відомості, отримані з цих документів, Рада взяла до відома.
З третього питання член Ради Халіл-бек Хасмамедов зробив обов'язкову доповідь, в якій доводив необхідність і невідкладність оголошення Азербайджану незалежною республікою. У цьому ж дусі висловилися ряд ораторів: Усуббеков, Шейхульісламов, Сеїдов та інші. Член Ради Фаталі Хан Хойський запропонував до з'ясування деяких питань на місцях утриматися від оголошення незалежності Азербайджану, а утворити Азербайджанський повноправний уряд для ведення мирних переговорів з державами. З цього питання висловилися ще ряд ораторів. Після діяльного і всебічного обговорення цього питання секретар Мустафа Махмудов прочитав імена тих, що беруть участь у голосуванні: 24 голосами при двох, що утрималися, Рада висловлюється за негайне оголошення Азербайджану незалежною демократичною республікою в межах Східного та Південного Закавказзя, після чого проголошено Декларацію про незалежність Азербайджану. Читання Декларації Рада слухала стоячи. Декларацію підписали Гасан-бек Агаєв, Фаталі Хан Хойський, Насіб-бек Усуббеков, Джамо-бек Гаджинський, Шафи-бек Рустамбеков, Наріман-бек Наріманбеков, Джавад Мелік-Єганов і Мустафа Махмудов. З 26 членів Національної Ради за прийняття Декларації не проголосували тільки Джафар Ахундов і один з керівників партії «Іттіхад» Султан Меджид Гані-заде. Потім Рада доручила члену Ради Фаталі Хану Хойському створити уряд Азербайджанської Демократичної Республіки.
Після годинної перерви засідання Ради для заслухання доповіді Фаталі Хана Хойського про створення уряду відновилося. Фаталі Хан Хойський оголосив склад Тимчасового уряду: голова Ради міністрів і міністр внутрішніх справ Фаталі Хан Хойський — безпартійний, міністр фінансів і міністр народної освіти Насіб-бек Усуббеков — Мусават, міністр закордонних справ Мамед-Гасан Гаджинський — Мусават, міністр шляхів сполучення і міністр пошти і телеграфу Худадат-бек Мелік-Асланов — мусульманський соціалістичний блок, міністр юстиції Халіл-бек Хасмамедов — Мусават, міністр землеробства і міністр праці Акпер Шейхульісламов — Гуммет, військовий міністр Хосров Паша-бек Султанов — Іттіхад, міністр торгівлі та промисловості Мамед Юсіф Джафаров — безпартійний, міністр державного контролю — Джамо Гаджинський — мусульманський соціалістичний блок.

### Текст Декларації незалежності
| Оригінальний текст | Оригінальний текст | Український переклад | Український переклад |
| --- | --- | --- | --- |
| ایستیقلال بیاننامهسی عقدنامه | ایستیقلال بیاننامهسی عقدنامه | Декларація незалежності | Декларація незалежності |
| بؤیوک روسیا اینقیلابینین جریانیندا دؤولت ووجودونون آیری-آیری حیصصهلره آیریلماسی ایله زاقافقازیانین روس اوردولاری طرفیندن ترکینه مؤوجیب بیر وضعیتی-سیاسیه حاصیل اولدو. کندی قوایی-مخصوصهلرینه ترک اولونان زاقافقازیا میللتلری موقددراتلارینین ایدارهسینی بالذات کندی اللرینه آلاراق زاقافقازیا قوشما خالق جومهورییتینی تاسیس ائتدیلر. وقایع — سیاسیهنین اینکیشاف ائتمهسی اوزرینه گورجو میللوتی زاقافقازیا قوشما خالق جومهورییتی جوزیندن چیخیبدا موستقیل گورجو خالق جومهورییتی تاسیسینی صلاح گؤردو. روسیا ایله عوثمانلی ایمپئراتورلوغو آراسیندا ظوهور ائدن موحاريبهنین تصوییهسی اوزوندن حاصیل اولان وضعیت حازظرئیی-سیاسیه و مملکت داخیلینده بولونان میثیلسیز آنارخیا جنوب-شرقی زاقافقازیادان عبارت بولونان آزربایجانا دخی بولوندوغو داخیلی و خاریجی موشکولاتدان چیخماق اوچون خوصوصی بیر دؤولت تشکیلاتی قورماق لوزومونو تلقین ائدیور. بونا بینان آرای-عومومیه ایله اینتیخاب اولونان آزربایجان شورایی-میللیهیی ایسلامیهسی بوتون جماعته اعلان ائدیور کی: | بؤیوک روسیا اینقیلابینین جریانیندا دؤولت ووجودونون آیری-آیری حیصصهلره آیریلماسی ایله زاقافقازیانین روس اوردولاری طرفیندن ترکینه مؤوجیب بیر وضعیتی-سیاسیه حاصیل اولدو. کندی قوایی-مخصوصهلرینه ترک اولونان زاقافقازیا میللتلری موقددراتلارینین ایدارهسینی بالذات کندی اللرینه آلاراق زاقافقازیا قوشما خالق جومهورییتینی تاسیس ائتدیلر. وقایع — سیاسیهنین اینکیشاف ائتمهسی اوزرینه گورجو میللوتی زاقافقازیا قوشما خالق جومهورییتی جوزیندن چیخیبدا موستقیل گورجو خالق جومهورییتی تاسیسینی صلاح گؤردو. روسیا ایله عوثمانلی ایمپئراتورلوغو آراسیندا ظوهور ائدن موحاريبهنین تصوییهسی اوزوندن حاصیل اولان وضعیت حازظرئیی-سیاسیه و مملکت داخیلینده بولونان میثیلسیز آنارخیا جنوب-شرقی زاقافقازیادان عبارت بولونان آزربایجانا دخی بولوندوغو داخیلی و خاریجی موشکولاتدان چیخماق اوچون خوصوصی بیر دؤولت تشکیلاتی قورماق لوزومونو تلقین ائدیور. بونا بینان آرای-عومومیه ایله اینتیخاب اولونان آزربایجان شورایی-میللیهیی ایسلامیهسی بوتون جماعته اعلان ائدیور کی: | В ході великої російської революції в Росії встановився політичний лад, який спричинив розпад окремих частин державного організму і залишення російськими військами Закавказзя. Залишені самі на себе, народи Закавказзя взяли в свої руки справу облаштування своїх доль і створили Закавказьку Демократичну Федеративну республіку. Однак, у подальшому ході політичних подій, грузинський народ вважав за благо виділитися зі складу Закавказької Демократичної Федеративної республіки й утворити незалежну Грузинську Демократичну Республіку. Нинішнє політичне становище Азербайджану, пов'язане з ліквідацією війни, що виникла між Росією і Османською Імперією, а також небувала анархія всередині країни владно диктують Азербайджану, що складається зі Східного і Південного Закавказзя, необхідність створення власної державної організації, щоб вивести народи Азербайджану з того важкого внутрішнього і зовнішнього становища, в якому вони опинилися. На цій підставі Мусульманська Національна Рада Азербайджану, обрана всенародним голосуванням, нині всенародно оголошує: | В ході великої російської революції в Росії встановився політичний лад, який спричинив розпад окремих частин державного організму і залишення російськими військами Закавказзя. Залишені самі на себе, народи Закавказзя взяли в свої руки справу облаштування своїх доль і створили Закавказьку Демократичну Федеративну республіку. Однак, у подальшому ході політичних подій, грузинський народ вважав за благо виділитися зі складу Закавказької Демократичної Федеративної республіки й утворити незалежну Грузинську Демократичну Республіку. Нинішнє політичне становище Азербайджану, пов'язане з ліквідацією війни, що виникла між Росією і Османською Імперією, а також небувала анархія всередині країни владно диктують Азербайджану, що складається зі Східного і Південного Закавказзя, необхідність створення власної державної організації, щоб вивести народи Азербайджану з того важкого внутрішнього і зовнішнього становища, в якому вони опинилися. На цій підставі Мусульманська Національна Рада Азербайджану, обрана всенародним голосуванням, нині всенародно оголошує: |
| ١. بو گوندن اعتبارن آزربایجان خالقی حاکمیت حققینه مالیک اولدوغو کیبی، جنوبی و شرقی زاقافقازیادان عبارت آزربایجان دخی کامیل-ال-حقوق موستقیل بیر دؤولتدیر. | ١. بو گوندن اعتبارن آزربایجان خالقی حاکمیت حققینه مالیک اولدوغو کیبی، جنوبی و شرقی زاقافقازیادان عبارت آزربایجان دخی کامیل-ال-حقوق موستقیل بیر دؤولتدیر. | 1. Відтепер народи Азербайджану є носіями суверенних прав і Азербайджан, що складається з Східного і Південного Закавказзя, — повноправною, незалежною державою. | 1. Відтепер народи Азербайджану є носіями суверенних прав і Азербайджан, що складається з Східного і Південного Закавказзя, — повноправною, незалежною державою. |
| ٢. موستقیل آزربایجان دؤولتینین شيکلی-ایدارهسی خالق جومهورییتی اولاراق تقررور ائدیور | ٢. موستقیل آزربایجان دؤولتینین شيکلی-ایدارهسی خالق جومهورییتی اولاراق تقررور ائدیور | 2. Формою політичного устрою незалежного Азербайджану встановлюється Демократична Республіка. | 2. Формою політичного устрою незалежного Азербайджану встановлюється Демократична Республіка. |
| ٣. آزربایجان خالق جومهورییتی بوتون میللتلر و بیلخاصه، همجیوار اولدوغو میللت و دؤولتلرله موناسیبتی-حسنه تاسیسینه عزم ائدیور | ٣. آزربایجان خالق جومهورییتی بوتون میللتلر و بیلخاصه، همجیوار اولدوغو میللت و دؤولتلرله موناسیبتی-حسنه تاسیسینه عزم ائدیور | 3. Азербайджанська Демократична Республіка прагне встановити добросусідські відносини з усіма членами міжнародної спільноти, а особливо з певними народами і державами. | 3. Азербайджанська Демократична Республіка прагне встановити добросусідські відносини з усіма членами міжнародної спільноти, а особливо з певними народами і державами. |
| ٤. آزربایجان خالق جومهورییتی میللت، مذهب، صینیف، سیلک و جینس فرقی گؤزلمهدن قلمروووندا یاشایان بوتون وطنداشلارینا حقوقی-سیاسیه و وتنیه تامین ائیلر. | ٤. آزربایجان خالق جومهورییتی میللت، مذهب، صینیف، سیلک و جینس فرقی گؤزلمهدن قلمروووندا یاشایان بوتون وطنداشلارینا حقوقی-سیاسیه و وتنیه تامین ائیلر. | 4. Азербайджанська Демократична Республіка гарантує в своїх межах громадянські і політичні права всім громадянам без розрізнення національностей, віросповідання, соціального стану і статі. | 4. Азербайджанська Демократична Республіка гарантує в своїх межах громадянські і політичні права всім громадянам без розрізнення національностей, віросповідання, соціального стану і статі. |
| ٥. آزربایجان خالق جومهورییتی اراضیسی داخیلینده یاشایان بیلجومله میللتلره سربستانه اینکیشافلاری اوچون گئنیش میدان بوراخیر | ٥. آزربایجان خالق جومهورییتی اراضیسی داخیلینده یاشایان بیلجومله میللتلره سربستانه اینکیشافلاری اوچون گئنیش میدان بوراخیر | 5. Азербайджанська Демократична Республіка всім народностям, що населяють її територію, надасть широкий простір для вільного розвитку. | 5. Азербайджанська Демократична Республіка всім народностям, що населяють її територію, надасть широкий простір для вільного розвитку. |
| ٦. مجلیسی-موسسیسان توپلانینجایا قدر آزربایجان ایدارهسینین باشیندا آرای-عومومیه ایله اینتیخاب اولونموش شورایی-میللییهیه قارشی مسئول حوکومتیمووققتی دورور". | ٦. مجلیسی-موسسیسان توپلانینجایا قدر آزربایجان ایدارهسینین باشیندا آرای-عومومیه ایله اینتیخاب اولونموش شورایی-میللییهیه قارشی مسئول حوکومتیمووققتی دورور". | 6. До скликання Установчих Зборів, на чолі управління всім Азербайджаном стоїть Національна Рада, обрана народним голосуванням, і Тимчасовий Уряд, відповідальний перед Національним Зборами. | 6. До скликання Установчих Зборів, на чолі управління всім Азербайджаном стоїть Національна Рада, обрана народним голосуванням, і Тимчасовий Уряд, відповідальний перед Національним Зборами. |
| حسن بی آغایئو، فتحعلیخان خویسکی، نصیب بهی یوسیفبهیلی، جامو بهی هاجینسکی، شفی بهی روستمبهیلی، نریمان بهی نریمانبهیوو، جاواد ملیک-یئقانوو، موصطافا ماحمودوو | حسن بی آغایئو، فتحعلیخان خویسکی، نصیب بهی یوسیفبهیلی، جامو بهی هاجینسکی، شفی بهی روستمبهیلی، نریمان بهی نریمانبهیوو، جاواد ملیک-یئقانوو، موصطافا ماحمودوو | Гасан-бек Агаєв, Фаталі Хан Хойський, Насіб-бек Усуббеков, Джамо-бек Гаджинський, Шафі-бек Рустамбеков, Наріман-бек Наріманбеков, Джавад Мелік-Єганов, Мустафа Махмудов | Гасан-бек Агаєв, Фаталі Хан Хойський, Насіб-бек Усуббеков, Джамо-бек Гаджинський, Шафі-бек Рустамбеков, Наріман-бек Наріманбеков, Джавад Мелік-Єганов, Мустафа Махмудов |

## Історія оригіналу Декларації незалежності
Оригінальний рукопис Декларації незалежності азербайджанською мовою з підписами членів Національної ради Азербайджану зберігається в Державному архіві Азербайджанської Республіки.
Для остаточної реалізації Декларації незалежності Азербайджану потрібно було домагатися юридичного визнання Азербайджанської Республіки з боку світових держав. 1919 року, з метою отримання визнання і підтримки з боку держав-переможниць у першій світовій війні, делегація Азербайджанської Демократичної Республіки вирушила до Парижа для участі в Паризькій мирній конференції. Члени делегації взяли з собою і варіанти Декларації, написані азербайджанською і французькою мовами. У підсумку, 15 січня 1920 року представників Азербайджану, Алімардан-бека Топчибашева і Магомеда Маггерамова прийняв перший секретар міністерства закордонних справ Франції Жуль Камбон, який представив Топчибашеву офіційне рішення Паризької мирної конференції про визнання де-факто Азербайджану з боку членів Верховної ради і союзницьких країн. А 19 січня на засіданні Верховної ради паризької мирної конференції за участю глав урядів зачитано меморандум, перший пункт якого визнавав незалежність Азербайджану.
Однак, після того, як 28 квітня 1920 року Азербайджан зайняла Червона армія (див. статтю «Бакинська операція (1920)») й уряд Азербайджанської Демократичної Республіки було повалено, члени делегації були змушені залишитися у Франції, а копії Декларації незалежності, які вони взяли з собою, були незабаром загублені. Між тим, у своїй статті «Серед кавказців» від 1926 року, присвяченій святкуванню в Парижі 8-ї річниці проголошення незалежності Азербайджанської, Грузинської та інших республік, Топчибашев писав, що «приміщення Азербайджанської делегації було витончено прибрано національними азербайджанськими прапорами, шалями, фотографіями з життя національного Азербайджану. Особливо красиво був прибраний акт проголошення незалежності 28 травня 1918 р.»
13 травня 2014 року за дорученням Президента Азербайджану Ільхама Алієва один з оригінальних примірників Декларації незалежності азербайджанською і французькою мовами, який доставила в Париж делегація АДР, передано в дар Національному музею історії Азербайджану. Документ представив музею заступник керівника Адміністрації президента Азербайджанської Республіки помічник президента Алі Асадов. За словами співробітника музею Сабухі Ахмедова, документ виявили в Лондоні.

## Спадщина

### Історичне значення
C прийняттям Декларації незалежності Азербайджанська Республіка стала першою тюркською країною, що будує державність на світській основі, тоді як тюркомовні країни будували свою державність на релігійній основі. Мамед Емін Расулзаде писав про це у виданій 28 травня 1933 року в Берліні газеті «Істіґлал» (тур. İstiklal): «Проголошуючи свою декларацію від 28 травня 1918 року, Національна рада підтвердила існування азербайджанської нації. Тепер слово Азербайджан означало не просто географічний, етнографічний і лінгвістичний термін, а набуло політичної сутності». На думку Расулзаде, «народ перетворюється на націю лише в той момент, коли демонструє свою рішучість створити державу і наполягає на цьому… Азербайджанське суспільство продемонструвало свою волю стати нацією в сучасному значенні цього слова 28 травня — з проголошенням незалежності та прийняттям відповідної декларації». Крім того, у відповідь на твердження, що ця декларація була здійснена на користь інтересів беків, поміщиків і буржуазії наводять цитату зі статті Расулзаде, опублікованої 31 травня 1919 року в цій самій газеті: «Азербайджанський народ, який невимовно доброзичливо зустрів свято 28 травня, показав усьому світу, що не відступиться від своєї незалежності і скаже всім наклепниками, що незалежність завойована не для ханів, беків і панів, а є священним ідеалом тюркської нації, азербайджанського народу».
30 серпня 1991 року Верховна Рада Азербайджанської РСР прийняла Декларацію «Про відновлення Державної незалежності Азербайджанської Республіки». 18 жовтня 1991 року на засіданні Верховної Ради Азербайджанської РСР прийнято Конституційний акт «Про Державну незалежність Азербайджанської Республіки». При цьому за основу взято Декларацію незалежності 1918 року.
В документі говориться, що «Верховна рада Азербайджанської Республіки, ґрунтуючись на Декларації про незалежність, прийнятій Національною радою Азербайджану 28 травня 1918 року, на наступності демократичних принципів і традицій Азербайджанської Республіки та керуючись Декларацією Верховної ради Азербайджанської Республіки від 30 серпня 1991 року „Про відновлення державної незалежності Азербайджанської Республіки“, приймає цей Конституційний акт і засновує основи державного, політичного та економічного устрою незалежної Азербайджанської Республіки».
Цим документом Азербайджанську Республіку було оголошено наступницею Азербайджанської Демократичної Республіки 1918—1920 років, а день його прийняття, 18 жовтня, святкується в Азербайдждані як День незалежності.
Азербайджанський історик Севіндж Юсіфзаде зазначає, що в Декларації незалежності Азербайджану закладено основи зовнішньополітичного курсу, оскільки в документі говорилося, що Азербайджанська Демократична Республіка повинна встановити дружні відносини з усіма державами.

### Свято

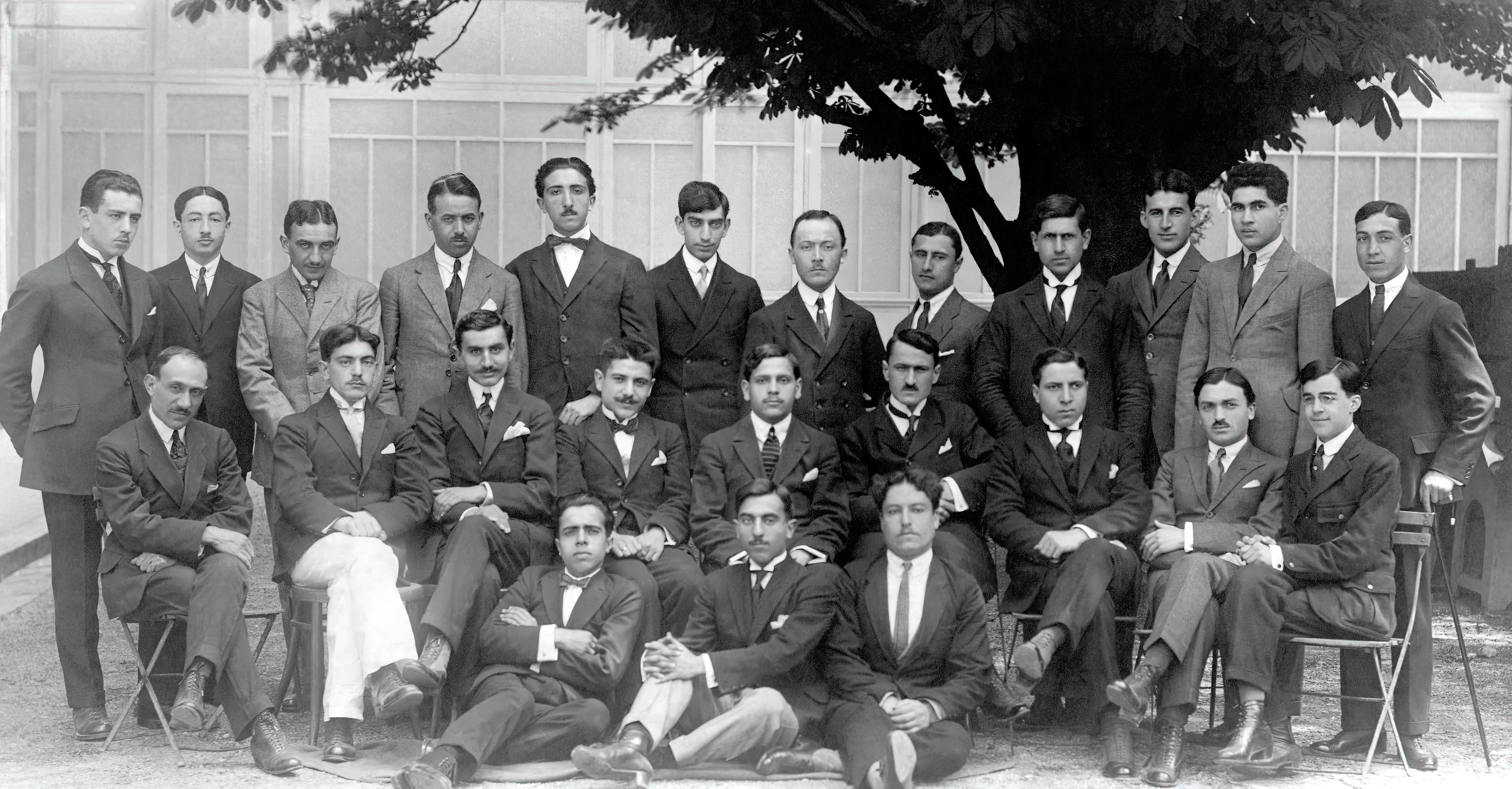
Студенти Азербайджанської Демократичної Республіки за кордоном святкують день незалежності 28 травня 1920 року в Парижі

28 травня 1919 року відсвятковано річницю проголошення незалежності Азербайджану. Так, за словами Мамеда Еміна Расулзаде, опублікованими 31 травня 1919 року в газеті «Істіґлал» азербайджанський народ «невимовно доброзичливо» зустрів свято 28 травня…". Однак, цього ж дня комуністи під гаслом «Незалежний Радянський Азербайджан» провели демонстрацію робітників, протиставлену святу річниці незалежності Азербайджану.
Незабаром, після падіння Азербайджанської Демократичної Республіки, день проголошення незалежності Азербайджану святкувався вже за межами Азербайджану азербайджанськими емігрантами. У цьому плані цікава стаття Алімардан-бека Топчибашева «Серед кавказців», де він описує святкування 1926 року в Парижі 8-ї річниці проголошення незалежності Азербайджанської Республіки.
Починаючи з 1990 року 28 травня знову святкується в Азербайджані як День Республіки.

### Композиція «Декларація незалежності»

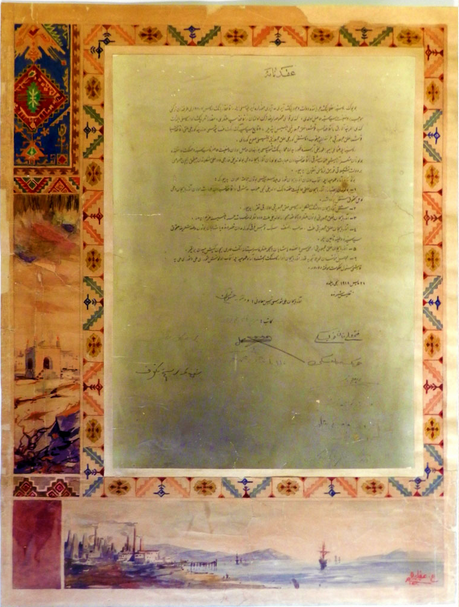
Композиція «Декларація незалежності» в Національному музеї історії Азербайджану

У ході вивчення матеріалів Фонду документальних джерел Національного музею історії Азербайджану було виявлено художній твір, що являє собою аркуш паперу розмірами 65×50 см з композицією, що складається з фотокопії документа і виконаними аквареллю орнаментами і пейзажами. Фотокопія, розташована в центрі всієї композиції, являє собою копію підписаної 28 травня 1918 року Декларації незалежності Азербайджану.
Фотокопія знаходиться в тонкій білій рамці і обведена по периметру повторюваними орнаментами, що являють собою стилізоване зображення килимового елемента у вигляді ромбів, трикутників, декоративно порізаних геометричних фігур різних кольорів. Правий край композиції являє собою вертикальну смугу з двома зображеннями: у верхній частині — зображення килима на тлі, що нагадує скелі. Цей килим не відноситься до якоїсь школи азербайджанського килимарства, оскільки в ньому довільно поєднано різні елементи азербайджанських килимів.
Нижче від килима вміщено зображення храму вогнепоклонників Атешгях XVII століття в селищі Сурахани поблизу Баку. В нижній частині композиції розміщено широку горизонтальну смугу з зображенням Бакинської бухти: ліворуч показано місто з нафтовими вишками, праворуч розташоване зображення Каспійського моря з кораблями, на задньому плані видно острів Беюк-Зиря.
Після того, як експонат очистили, в правому нижньому кутку виявили автограф, що належить азербайджанському художнику першої половини XX століття Азіму Азімзаде.

### Пам'ятник

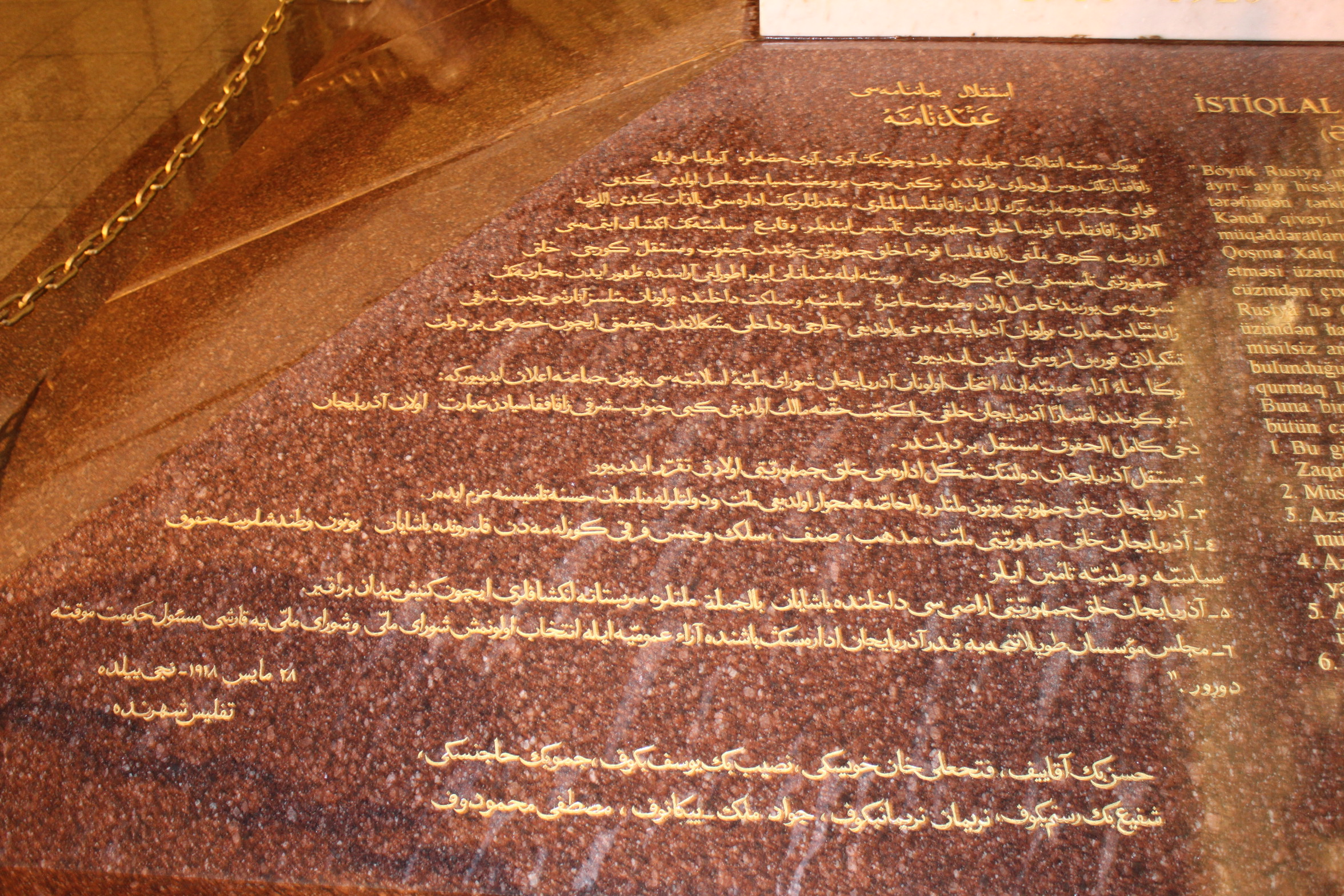
Текст Декларації, вигравіруваний на «Пам'ятнику Незалежності» в Баку

25 травня 2007 року в Баку на вулиці Істіглаліят відкрито «Пам'ятник Незалежності». На постаменті пам'ятника азербайджанською мовою арабським і латинським алфавітами вигравірувано текст прийнятої 28 травня 1918 року в Тифлісі Декларації незалежності Азербайджану.
Пам'ятник розташований між будівлею Інституту рукописів Національної академії наук Азербайджану, де протягом 1918—1920 років розташовувався парламент Азербайджанської Демократичної Республіки, і будівлею Азербайджанського державного економічного університету. На церемонії відкриття пам'ятника був присутній і президент Азербайджанської Республіки Ільхам Алієв.